# Gašper Vidmar
Gašper Vidmar (Lubiana, 14 settembre 1987) è un ex cestista sloveno, che giocava come centro.

## Carriera
È cresciuto nello Slovan Lubiana, che nel 2002-2003 lo ha ceduto in prestito al Janče STZ Ljubljana. Nel triennio alla squadra della Lega Adriatica ha avuto modo di essere convocato nella nazionale giovanile slovena, con cui ha vinto un bronzo all'europeo under-20 nel 2006. Ha disputato con la nazionale maggiore gli Europei 2007. Vince gli Europei 2017 con la nazionale maggiore slovena.
Il 3 ottobre 2018, Vidmar firma per la Reyer Venezia.
Si ritira dal basket giocato a causa di problemi cronici alle ginocchia il 15 gennaio 2022.

## Palmarès

### Squadra
- Campionato turco: 4

Fenerbahçe Ülker: 2007-08, 2009-10, 2010-11, 2013-14
- Campionato italiano: 1

Reyer Venezia: 2018-19
- Coppa di Slovenia: 1

Union Olimpija: 2010
- Coppa di Turchia: 2

Fenerbahçe Ülker: 2010-11
Bandırma Banvit: 2017
- Coppa Italia: 1

Reyer Venezia: 2020
- Supercoppa slovena: 1

Union Olimpija: 2009
- Coppa del Presidente: 2

Beşiktaş: 2012
Fenerbahçe Ülker: 2013

### Individuale
- Basketball Champions League Second Best Team

Bandırma Banvit: 2017-18

### Nazionale
- Europei: 
Romania/Finlandia/Israele/Turchia 2017